# Северна провинция (Бахрейн)
Северната провинция (на арабски: المحافظة الشمالية) е една от 4-те провинции на Бахрейн. Населението ѝ е 342 315 жители (по приблизителна оценка от юли 2016 г.). Разделена е на 5 общини. Разположена е в часова зона UTC+3.